# Demonax funebris
Demonax funebris là một loài bọ cánh cứng trong họ Cerambycidae.